# Horst Höhe
Horsthöhe (auch Horsts Höhe) ist eine Passstraße im Zuge der Bundesstraße 239, die über das Wiehengebirge führt und das Hüllhorster Dorf Niedringhausen im Süden mit der nördlich des Wiehengebirges gelegenen Stadt Lübbecke verbindet. Der Pass ist nach dem ehemaligen Landrat des Kreises Lübbecke, Adolf August Ernst Ludwig Freiherr von der Horst, benannt. Dieser veranlasste einst den Bau der ersten ausgebauten Kreisstraße jener Zeit von Lübbecke durch das Wiehengebirge nach Oberbauerschaft. Durch den Bau der B 239 musste das Gasthaus „Horst's Höhe“ der Familie Sölter 1976 abgerissen werden. Über die Fußgängerbrücke „Wittekindsbrücke“ auf der Passhöhe verlaufen der Europäische Fernwanderweg E11 und der Wittekindsweg. Etwas östlich der Brücke befindet sich versteckt im Wall ein Sprengmittelhaus, wo im Kalten Krieg Sprengmittel der Wallmeister zur Bestückung der vorbereiteten Sprengschächte gelagert wurde.

Das ehemalige Gasthaus Horst´s Höhe im Jahre 1921